# Limenitis archippus
A Limenitis archippus a rovarok (Insecta) osztályának lepkék (Lepidoptera) rendjébe, ezen belül a tarkalepkefélék (Nymphalidae) családjába tartozó faj.
1990-ben a Kentucky államban megválasztották az állam lepkéjének.

## Előfordulása
A Limenitis archippus előfordulási területe Észak-Amerikában van. Ez a lepke megtalálható az Amerikai Egyesült Államok legnagyobb részén, valamint Kanada és Mexikó egyes részein. Elterjedésének a nyugati határai az Északnyugati területek, a Cascade-hegység és a Sierra Nevada. Délen Mexikó közepéig hatol le, míg keleten Új-Skócia és a Mexikói-öböl közti területek alkotják a határát.

## Megjelenése
E lonclepke szárnyfesztávolsága 53–81 milliméter között van. Narancssárga színű szárnyain több fekete csík és minta van. A pompás királylepkét (Danaus plexippus) próbálja utánozni. Az ismertebb lepkefajtól a kisebb mérete, valamint a szárnyainak vége felé található keresztben húzódó fekete csík különbözteti meg. A pompás királylepke mellett, a különböző élőhelyein egyéb királylepkefajokat (Danaus) utánoz.

## Életmódja
A hernyó fűzfafélékkel (Salicaceae) és nyárfákkal (Populus) táplálkozik. A hernyó a táplálékából kivonja és tárolja a szalicilsavat, amitől rosszízűvé válik, ez pedig megóvja a ragadozóktól. További védelem céljából a hernyó és a báb a madarak ürülékéhez hasonlítanak. Az imágó nappal repül, főleg késő reggel, vagy kora este.

## Képek

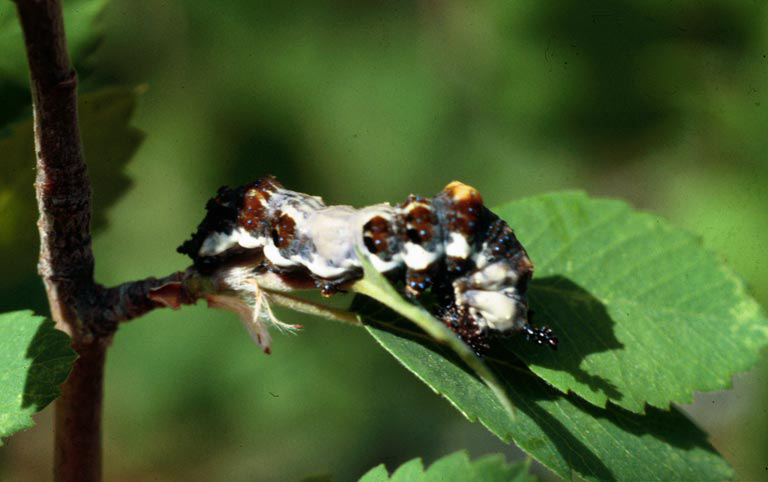
Hernyó,
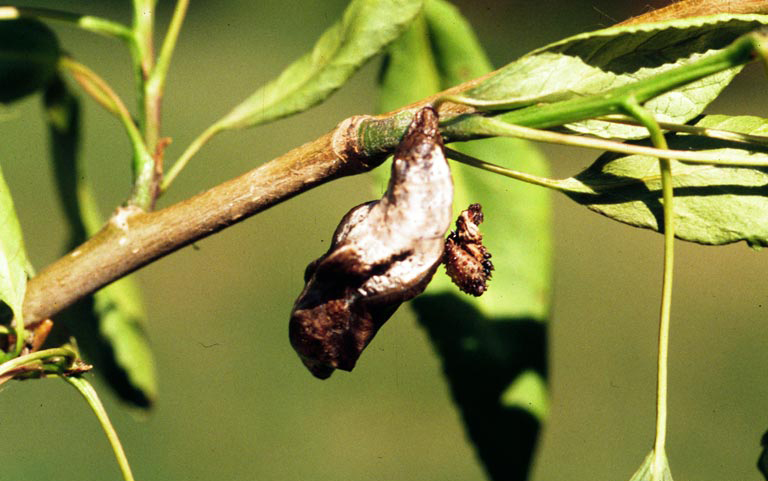
báb és
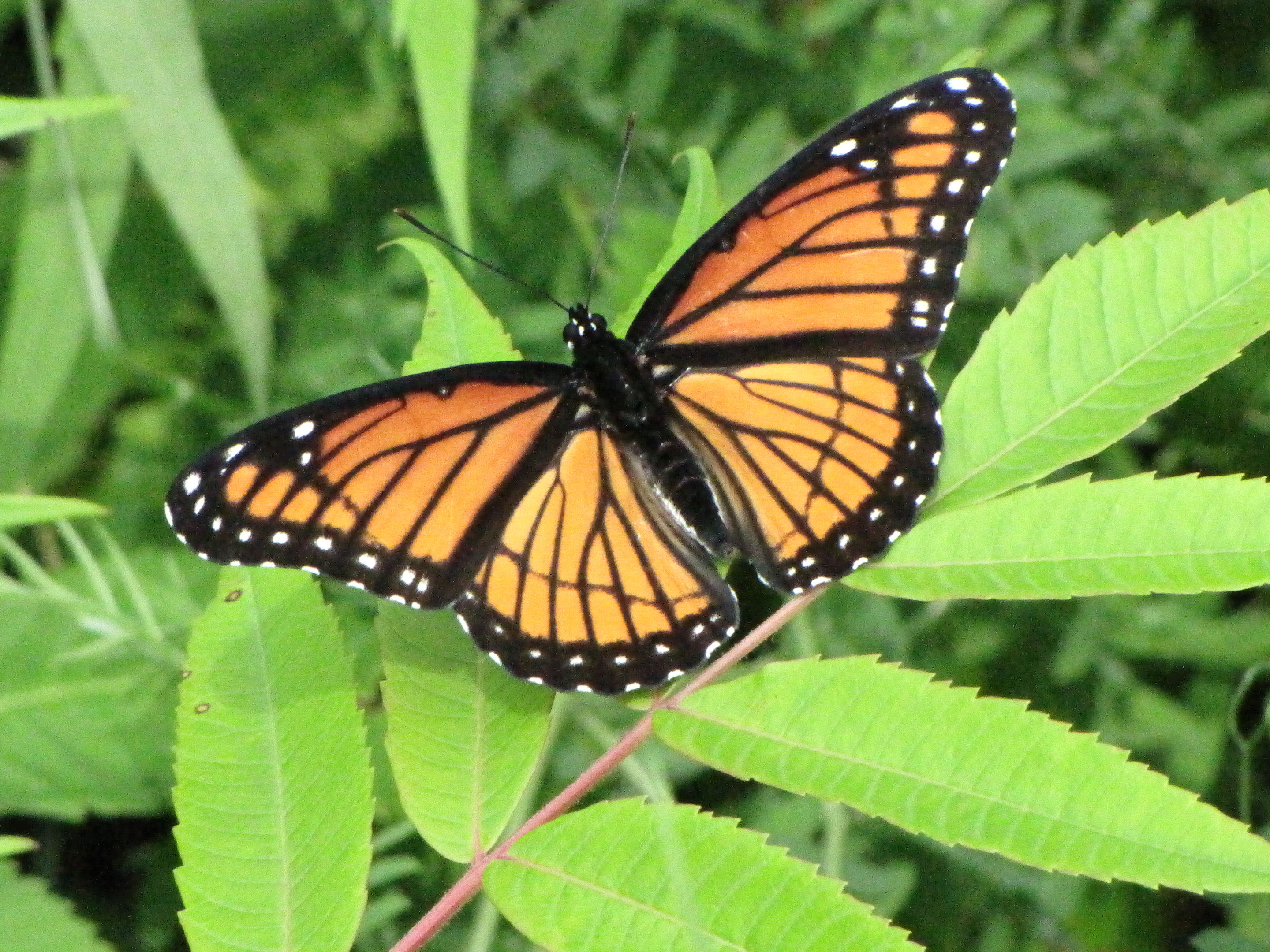
imágó

### Fordítás
- Ez a szócikk részben vagy egészben  a   Viceroy (butterfly) című angol Wikipédia-szócikk ezen változatának fordításán alapul.  Az eredeti cikk szerkesztőit annak laptörténete sorolja fel. Ez a jelzés csupán a megfogalmazás eredetét és a szerzői jogokat jelzi, nem szolgál a cikkben szereplő információk forrásmegjelöléseként.